# Нова Зеландія на зимових Олімпійських іграх 2022
Нова Зеландія взяла участь у зимових Олімпійських іграх 2022, що тривали з 4 до 20 лютого в Пекіні (Китай). Збірна Нової Зеландії складалася з 15-ти спортсменів (дев'яти чоловіків і шести жінок), що змагалися в п'яти видах спорту.
Еліс Робінсон і Фінн Білоус несли прапор своєї країни на церемонії відкриття.
Вигравши змагання зі сноубордингу в слоупстайлі серед жінок, Зої Садовскі-Синнотт стала першим олімпійським чемпіоном від Нової Зеландії. Затим вона ще здобула срібну медаль у біг-ейрі. На цій же Олімпіаді Ніко Портеус виборов золоту медаль у змаганнях з фристайлу в хафпайпі серед чоловіків, ставши першим серед чоловіків чемпіоном зимових Олімпійських ігор від Нової Зеландії.

## Медалісти
| Медаль | Ім'я                 | Вид спорту  | Дисципліна         | Дата      |
| ------ | -------------------- | ----------- | ------------------ | --------- |
| Золото | Зої Садовскі-Синнотт | Сноубординг | Слоупстайл (жінки) | 6 лютого  |
| Золото | Ніко Портеус         | Фристайл    | Хафпайп (чоловіки) | 19 лютого |
| Срібло | Ніко Портеус         | Сноубординг | Біг-ейр (жінки)    | 15 лютого |

## Спортсмени
Кількість спортсменів, що взяли участь в Іграх, за видами спорту.
| Вид спорту          | Чоловіки | Жінки | Загалом |
| ------------------- | -------- | ----- | ------- |
| Гірськолижний спорт | 0        | 1     | 1       |
| Біатлон             | 1        | 0     | 1       |
| Фристайл            | 6        | 3     | 9       |
| Сноубординг         | 1        | 2     | 3       |
| Ковзанярський спорт | 1        | 0     | 1       |
| Загалом             | 9        | 6     | 15      |

## Гірськолижний спорт
Від Нової Зеландії кваліфікувалися один гірськолижник і три гірськолижниці, але вирішено було скористалися лише з однієї жіночої квоти.
| Спортсмен     | Дисципліна                 | 1-й спуск | 1-й спуск | 2-й спуск | 2-й спуск | Сума    | Сума  |
| Спортсмен     | Дисципліна                 | Час       | Місце     | Час       | Місце     | Час     | Місце |
| ------------- | -------------------------- | --------- | --------- | --------- | --------- | ------- | ----- |
| Еліс Робінсон | Швидкісний спуск (жінки)   | Н/Д       | Н/Д       | Н/Д       | Н/Д       | 1:35.57 | 25    |
| Еліс Робінсон | Гігантський слалом (жінки) | 1:00.55   | 25        | 1:00.27   | 24        | 2:00.82 | =22   |
| Еліс Робінсон | Супергігант (жінки)        | Н/Д       | Н/Д       | Н/Д       | Н/Д       | НФ      | НФ    |

Джерела: 

## Біатлон
Від Нової Зеландії на Ігри кваліфікувався один спортсмен.
| Спортсмен     | Дисципліна                              | Час     | Хиби | Місце |
| ------------- | --------------------------------------- | ------- | ---- | ----- |
| Кемпбелл Райт | Спринт 10 км (чоловіки)                 | 27:14.1 | 2    | 75    |
| Кемпбелл Райт | Індивідуальні перегони 20 км (чоловіки) | 52:59.8 | 2    | 32    |

Джерела: 

## Фристайл
19 вересня 2021 року НОК Нової Зеландії оголосив перших трьох фристайлістів, що візьмуть участь в Олімпійських іграх, а 20 січня 2022 року додав ще шістьох.
| Спортсмен        | Дисципліна            | Кваліфікація | Кваліфікація | Кваліфікація | Кваліфікація | Кваліфікація | Фінал        | Фінал        | Фінал        | Фінал        | Фінал        |
| Спортсмен        | Дисципліна            | 1-ша спроба  | 2-га спроба  | 3-тя спроба  | Найкраща     | Місце        | 1-ша спроба  | 2-га спроба  | 3-тя спроба  | Найкраща     | Місце        |
| ---------------- | --------------------- | ------------ | ------------ | ------------ | ------------ | ------------ | ------------ | ------------ | ------------ | ------------ | ------------ |
| Бен Барклі       | Біг-ейр (чоловіки)    | 81.00        | 78.25        | 84.50        | 162.75       | 16           | Не потрапив  | Не потрапив  | Не потрапив  | Не потрапив  | Не потрапив  |
| Бен Барклі       | Слоупстайл (чоловіки) | 76.00        | 77.71        | Н/Д          | 77.71        | 7 Q          | 29.16        | 29.78        | 67.40        | 67.40        | 10           |
| Аня Баруг        | Хафпайп (жінки)       | 38.50        | 12.25        | Н/Д          | 38.50        | 19           | Не потрапила | Не потрапила | Не потрапила | Не потрапила | Не потрапила |
| Фінн Білоус      | Біг-ейр (чоловіки)    | 73.75        | 68.75        | 82.00        | 155.75       | 18           | Не потрапив  | Не потрапив  | Не потрапив  | Не потрапив  | Не потрапив  |
| Фінн Білоус      | Слоупстайл (чоловіки) | 68.01        | 32.85        | Н/Д          | 68.01        | 15           | Не потрапив  | Не потрапив  | Не потрапив  | Не потрапив  | Не потрапив  |
| Марго Гакетт     | Біг-ейр (жінки)       | 9.75         | 9.00         | 65.00        | 74.75        | 22           | Не потрапила | Не потрапила | Не потрапила | Не потрапила | Не потрапила |
| Марго Гакетт     | Слоупстайл (жінки)    | 54.93        | 37.28        | Н/Д          | 54.93        | 16           | Не потрапила | Не потрапила | Не потрапила | Не потрапила | Не потрапила |
| Бен Гаррінґтон   | Хафпайп (чоловіки)    | 69.25        | 23.50        | Н/Д          | 69.25        | 13           | Не потрапив  | Не потрапив  | Не потрапив  | Не потрапив  | Не потрапив  |
| Ґустав Леґнавскі | Хафпайп (чоловіки)    | 48.25        | 40.75        | Н/Д          | 48.25        | 19           | Не потрапив  | Не потрапив  | Не потрапив  | Не потрапив  | Не потрапив  |
| Хло Макміллан    | Хафпайп (жінки)       | 41.75        | 43.50        | Н/Д          | 43.50        | 18           | Не потрапила | Не потрапила | Не потрапила | Не потрапила | Не потрапила |
| Мігель Портеус   | Хафпайп (чоловіки)    | 81.00        | 31.75        | Н/Д          | 81.00        | 9 Q          | 63.50        | 4.25         | 30.50        | 63.50        | 11           |
| Ніко Портеус     | Хафпайп (чоловіки)    | 75.50        | 90.50        | Н/Д          | 90.50        | 2 Q          | 93.00        | 30.75        | 9.25         | 93.00        | 1            |

Джерела: 

## Сноубординг
19 вересня НОК Нової Зеландії оголосив ім'я першого сноубордиста, що візьме участь в Іграх, а 20 січня 2022 року додав ще двох.
| Спортсмен            | Дисципліна            | Кваліфікація         | Кваліфікація         | Кваліфікація         | Кваліфікація         | Кваліфікація         | Фінал        | Фінал        | Фінал        | Фінал        | Фінал        |
| Спортсмен            | Дисципліна            | 1-ша спроба          | 2-га спроба          | 3-тя спроба          | Найкраща             | Місце                | 1-ша спроба  | 2-га спроба  | 3-тя спроба  | Найкраща     | Місце        |
| -------------------- | --------------------- | -------------------- | -------------------- | -------------------- | -------------------- | -------------------- | ------------ | ------------ | ------------ | ------------ | ------------ |
| Тіарн Коллінс        | Біг-ейр (чоловіки)    | 71.25                | 14.25                | 21.25                | 92.50                | 23                   | Не потрапив  | Не потрапив  | Не потрапив  | Не потрапив  | Не потрапив  |
| Тіарн Коллінс        | Слоупстайл (чоловіки) | 58.36                | 29.21                | Н/Д                  | 58.36                | 18                   | Не потрапив  | Не потрапив  | Не потрапив  | Не потрапив  | Не потрапив  |
| Зої Садовскі-Синнотт | Біг-ейр (жінки)       | 85.50                | 62.25                | 91.00                | 176.50               | 1 Q                  | 93.25        | 83.75        | 30.25        | 177.00       | 2            |
| Зої Садовскі-Синнотт | Слоупстайл (жінки)    | 73.58                | 86.75                | Н/Д                  | 86.75                | 1 Q                  | 84.51        | 28.15        | 92.88        | 92.88        | 1            |
| Кул Вакусіма         | Біг-ейр (жінки)       | Знялася через травму | Знялася через травму | Знялася через травму | Знялася через травму | Знялася через травму | Не потрапила | Не потрапила | Не потрапила | Не потрапила | Не потрапила |
| Кул Вакусіма         | Слоупстайл (жінки)    | 34.46                | DNS                  | Н/Д                  | 34.46                | 23                   | Не потрапила | Не потрапила | Не потрапила | Не потрапила | Не потрапила |

Джерела: 

## Ковзанярський спорт
The NZOC announced the first speed skater on 19 January 2020.
Індивідуальні перегони
| Спортсмен   | Дисципліна              | Заїзд    | Заїзд |
| Спортсмен   | Дисципліна              | Час      | Місце |
| ----------- | ----------------------- | -------- | ----- |
| Пітер Майкл | 1500 метрів (чоловіки)  | 1:48.68  | 26    |
| Пітер Майкл | 10000 метрів (чоловіки) | 13:33.53 | 12    |

Джерела: 
Масстарт
| Спортсмен   | Дисципліна | Півфінали | Півфінали | Півфінали | Фінал       | Фінал       | Фінал       |
| Спортсмен   | Дисципліна | Бали      | Час       | Місце     | Бали        | Час         | Місце       |
| ----------- | ---------- | --------- | --------- | --------- | ----------- | ----------- | ----------- |
| Пітер Майкл | Чоловіки   | 2         | 7:58.04   | 9         | Не потрапив | Не потрапив | Не потрапив |

Джерела: 